# Пюизё-ан-Франс
Пюизё-ан-Франс (фр. Puiseux-en-France) — муниципалитет во Франции, в регионе Иль-де-Франс, департамент Валь-д'Уаз. Население — 3 129 человек (1999). Муниципалитет расположен на расстоянии около 25 км северо-восточнее Парижа, 32 км восточнее Сержи.

## Демография
Динамика населения (Cassini и INSEE):
- Церковь святой Женевьевы, располагается между частными владениями.
- Въезд в село.
- Крытое гумно, южный фасад.
- Голубятня, на севере от церкви.
- Источник святой Женевьевы, между новым и старым селом.